# Ana María Polo
Ana María Polo (Havana, 11 de abril de 1959) é uma advogada e apresentadora de televisão cubana-estadunidense, com doutorado em economia. Tornou-se conhecida por apresentar o programa Caso cerrado, o qual mostra acontecimentos reais e os avalia.